# Chirurgie endocrinienne
La chirurgie endocrinienne est la partie de la chirurgie qui traite les pathologies des organes endocrines.

## Organes endocrines

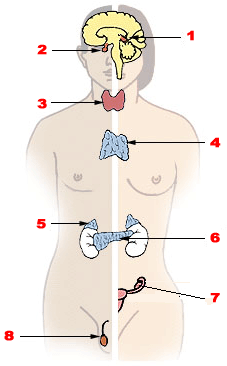

1. - Épiphyse
2. - Hypophyse et Hypothalamus
3. - Thyroïde et Parathyroïde
4. - Thymus
5. - Surrénales
6. - Pancréas endocrine
7. - Ovaires
8. - Testicules